# بيت تاونسند
بيت تاونسند هو مغني،كاتب أغاني وعازف غيتار إنجليزي ولد في 19 مايو 1945.

## روابط خارجية
بيت تاونسند على موقع IMDb (الإنجليزية)
- بيت تاونسند على موقع الموسوعة البريطانية (الإنجليزية)
- بيت تاونسند على موقع ميوزك برينز (الإنجليزية)
- بيت تاونسند على موقع رولينغ ستون (الإنجليزية)
- بيت تاونسند على موقع قاعدة بيانات برودواي على الإنترنت (الإنجليزية)
- بيت تاونسند على موقع إن إن دي بي (الإنجليزية)
- بيت تاونسند على موقع أول ميوزيك (الإنجليزية)
- بيت تاونسند على موقع ديسكوغز (الإنجليزية)
- بيت تاونسند على موقع قاعدة بيانات الفيلم (الإنجليزية)